# BXK
BXK(비엑스케이,(영어: BXK)은 뉴플래닛 엔터테인먼트 소속으로 2020년 7월에 프리 데뷔했고 2020년 11월 2일에 데뷔한 대한민국의 5인조 보이 그룹이다.

## 구성원
- 선
- 찬승

- 태on
- 이한
- 틴 - 막내

## 음반
비상앨범 내버려둬(NOYB),FLY HIGH 타이틀로 데뷔 2020년11월2일 발매